# St. Georg (Oberau)

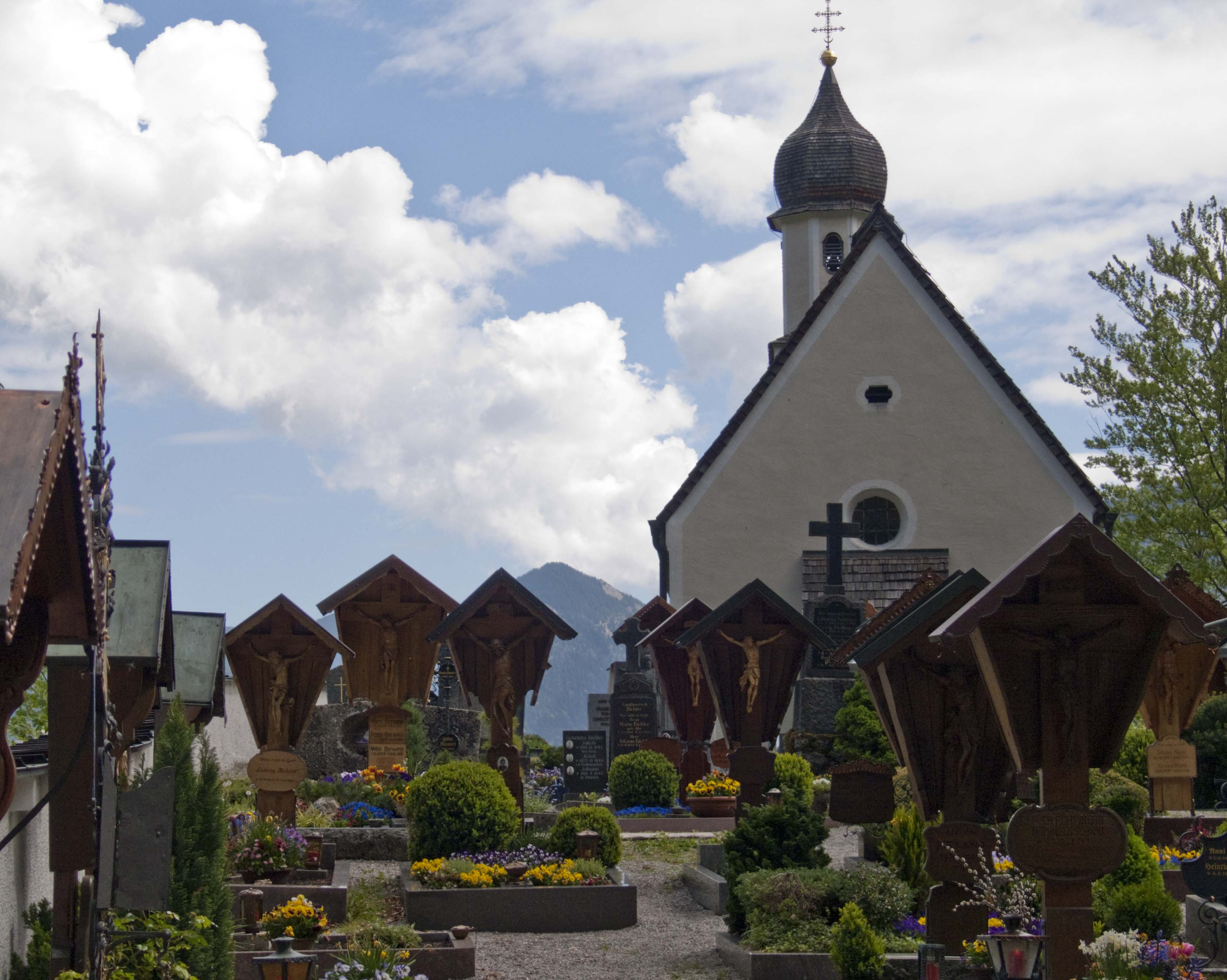
St. Georg in Oberau

Die römisch-katholische Kapelle St. Georg steht in der Gemeinde Oberau im oberbayerischen Landkreis Garmisch-Partenkirchen. Sie ist in der Liste der Baudenkmäler in Oberau unter der Nummer D-1-80-126-2 eingetragen. Die Kapelle gehört zum Erzbistum München und Freising.

## Beschreibung
Die spätgotische Saalkirche wurde um 1660 nach Osten verlängert und barock umgestaltet. Sie besteht aus dem spätgotischen Langhaus, dem dreiseitig geschlossenen Chor im Osten und einem zum Portal führenden Vorbau im Westen. Über dem Chor erhebt sich ein im Grundriss quadratischer, mit einer Zwiebelhaube bedeckter Dachreiter, dessen achteckiges Obergeschoss den Glockenstuhl enthält. Die um 1300 gegossene Glocke sollte im Zweiten Weltkrieg eingeschmolzen werden, blieb aber erhalten.
Der Innenraum des Langhauses ist mit einem Stichkappengewölbe überspannt. Die Deckenmalerei schuf 1788 Franz Seraph Zwinck. Dargestellt ist der „Traum Jakobs von der Himmelsleiter“ (Gen. 28,11 ). Das Gemälde ist kein Fresko, das heißt, es wurde nicht wie meistens in den nassen Putz, sondern auf trockenem Bildträger gemalt.
Der Hochaltar mit einem Bild des Kirchenpatrons St. Georg stammt aus dem späten 18. Jahrhundert. Dieses Bild ist jedoch nicht mehr das Original, sondern wurde in Verbindung mit der Restaurierung der Kirche 1898 stark übermalt. Außer dem Altar steht im Chor ein spätgotisches Sakramentshaus.